# محمد الشاوش
محمد الشاوش هو لاعب كرة قدم مغربي سابق من مواليد 12 ديسمبر 1966، شارك مع المنتخب المغربي في كأس العالم لكرة القدم 1994 و سجل هدفا على المنتخب السعودي.

## روابط خارجية
- محمد الشاوش على موقع الاتحاد الدولي (مؤرشف)  (الإنجليزية)
- محمد الشاوش على موقع رابطة كرة القدم الفرنسية للمحترفين (الإنجليزية)
- محمد الشاوش على موقع قاعدة بيانات كرة القدم.إي يو (الإنجليزية)
- محمد الشاوش على موقع ناشيونال فوتبول تيمز (الإنجليزية)
- محمد الشاوش على موقع Soccerway.com (الإنجليزية)
- محمد الشاوش على موقع عالم كرة القدم.نت (الإنجليزية)
- محمد الشاوش على موقع GSA (الإنجليزية)